# Bruno (colore)
Il colore bruno è tipico della tradizione pittorica italiana, nella quale non si parla quasi mai di marrone, bensì di bruni e terre.
I colori bruni usati in pittura a olio sono soprattutto il bruno di Marte e il bruno Vibert; sono pigmenti d'origine minerale o artificiale ad eccezione del seppia.

## Bruno aloe
Viene ricavato dal succo che si estrae da un legno esotico.

## Bruno bistro
Si ottiene impastando la fuliggine con acqua e gomma arabica.

## Bruno bitume
Detto anche asfalto; si tratta di una resina fossile estratta da una roccia calcarea che si fonde facilmente.

## Bruno di Marte
Il bruno di Marte è ossido di ferro precipitato; colore solidissimo, consigliato dalla Science della peinture di Jean-Georges Vibert. Si produce tramite calcinazione del giallo di Marte ed è in uso dal secolo XIX. È usato nella pittura ad olio.

## Bruno di robbia
Estratto dalla radice della robbia.

## Bruno di seppia
Anche chiamato seppia; bruno nerastro con trasparenze calde e dorate.

## Bruno trasparente
Ossido di ferro calcinato.

## Bruno Van Dyck
Pigmento ricavato da un miscuglio di terre; è costituito da solfato di ferro calcinato; colore solido, usato per ottenere una tonalità calda di nero con toni grigi se mescolato con il bianco d'argento.

## Bruno Vibert
Molto usato in pittura a olio e apprezzato dai pittori.

## Caput mortuum (Bruno inglese)
Tonalità di bruno grigiastro, usata nella tecnica di pittura ad olio ed acquerello. Si trattava in origine di sesquiossido di ferro, residuo della distillazione secca del solfato ferrico.

## Terra di Cassel
Lignite terrosa.

## Terra d'ombra
Composto silico colorato di ferro e manganese; dalla calcinazione si ottiene la variante bruciata.

## Terra di Siena
Pigmento ottenuto da giacimenti terrosi che quando stemperato nell'olio dà una tinta simile al legno di noce laccato; dalla bruciatura si ottiene la variante bruciata; si tratta di un bruno-rosso; colore solido, ma quando unito al giallo di cadmio e al Blu di Prussia si altera.